# Ellen Hollman
Ellen Hollman (née le 1er avril 1983) est une actrice américaine.

## Biographie
Ellen Hollman a notamment interprété Saxa, une esclave venant de Germanie, dans les séries télévisées Spartacus : Vengeance et Spartacus : La Guerre des damnés diffusées en 2012 et 2013 sur la chaîne Starz aux États-Unis.

## Filmographie
- 2005 : Malcolm : Maayke
- 2005 : Sex, Love and Secrets : la serveuse
- 2006 : Surf School : Megan
- 2006 : NCIS : Enquêtes spéciales : l'agent spécial Tina Larsen
- 2006 : Road House 2: Last Call : Beau
- 2007 : Newport Beach : Kristen jeune
- 2007 : Esprits criminels : Vickie
- 2008 :	Asylum : Ivy
- 2008 :  Fling  : Allison
- 2009 : US Marshals : Protection de témoins : Amy Adams
- 2010 : Victorious : Melinda Murray
- 2010 : Skateland : Deana Trammel
- 2010 : Médium : Mallory Kesinger
- 2010 : Weeds : Tenley
- 2012 : True Love: Kate Sunderland
- 2012 : Spartacus : Vengeance : Saxa
- 2013 : Spartacus : La Guerre des damnés : Saxa
- 2014 : La Liste de Noël : Sara
- 2015 : Le Roi Scorpion 4 : La Quête du pouvoir : Valina
- 2015 : NCIS : Enquêtes spéciales : l'agent spécial Tina Larsen
- 2016 : Into the Badlands :  Zypher
- 2018 : NCIS : Nouvelle-Orléans : Amelia Parsons
- 2021 : Love and Monsters : Dana
- 2021 : Matrix Resurrections de Lana Wachowski : Trinity jeune